# Julius Cesare Casserius

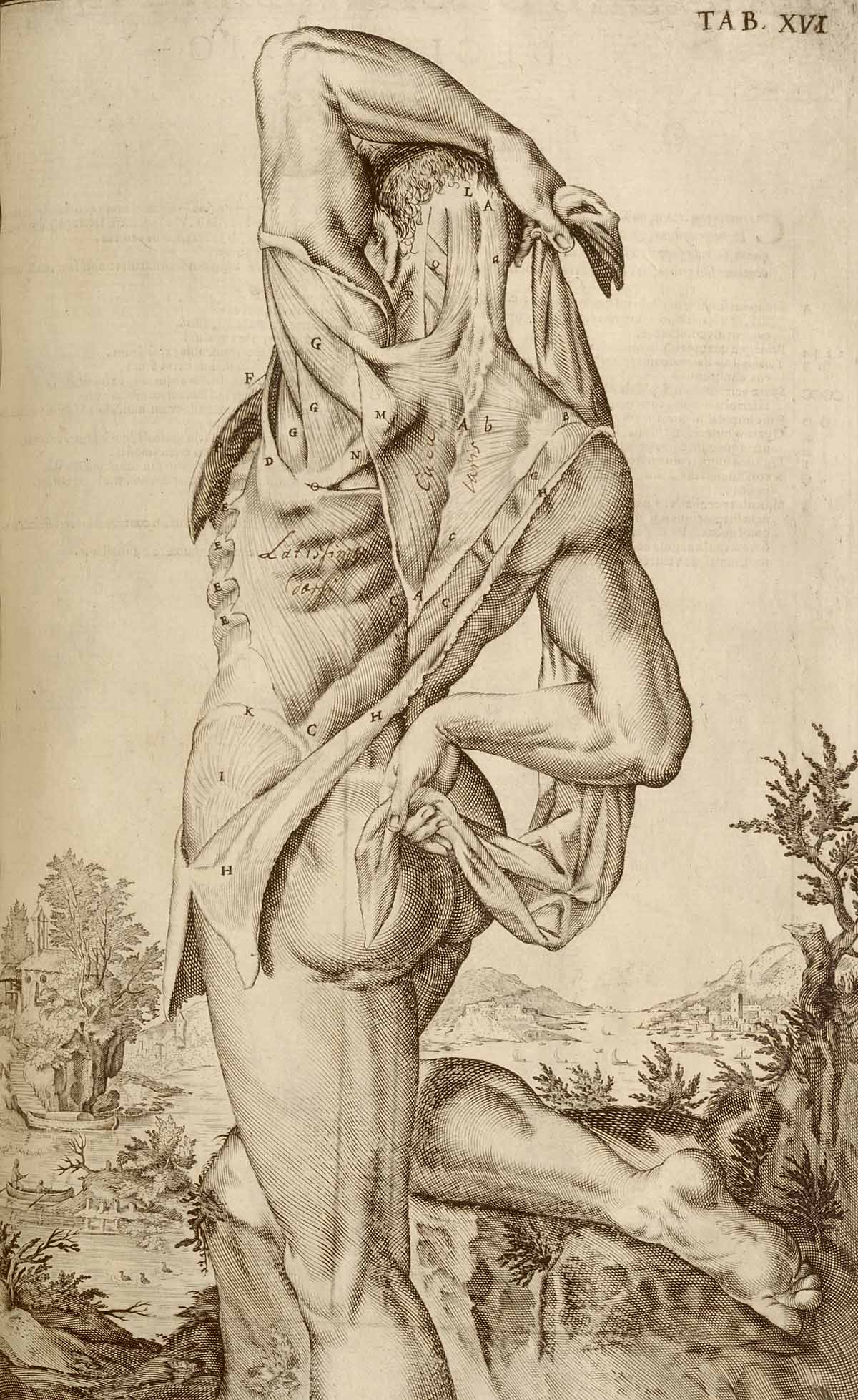
Tabulae Anatomicae (1627) de
Giulio Cesare Casserius
(1552-1616)

Giulio Cesare Casseri (sinonímia: Júlio César Cassério, Julius Cesare Casserius, cognominado il piacentino, aquele que é natural de Piacenza; Piacenza, 1552 – 8 de março de 1616 foi um anatomista italiano.
Foi aluno e sucessor de Hieronymus Fabricius na Universidade de Pádua.  Durante muito tempo, deu aulas de anatomia em Pádua, mas o mestre o interrompeu, retornando somente em 1609.
Foi também Professor de Anatomia, de Física e de Cirurgia na Universidade de Pádua.  Ele estendeu com louvor o conhecimento de anatomia humana no século XVII, e especialmente o conhecimento sobre a laringe.  
Como anatomista, forneceu detalhadas descrições dos órgãos da fala e audição, particularmente com relação ao nervo timpânico e sua relação com o martelo e os ossos de movimentação do ouvido.  Publicou textos contendo extensas tabelas anatômicas.
Adriaan van den Spiegel foi sucessor de Casserius na Universidade de Pádua, em 1616,
Casserius foi um grande médico fisiologista e pioneiro da anatomia comparada.

## Obras
- De vocisque organis historia anatomica, (Histórica anatômica sobre os órgãos da fala), 1601
- Pentaestheseion, 1607, onde trata sobre os órgãos da audição
- Tabulae Anatomicae, (Tabelas Anatômicas), 1627, onde inclui 78 ilustrações abordando toda a anatomia humana conhecida na época.